# Red Ruby da Sleeze
Red Ruby da Sleeze è un singolo della rapper trinidadiana Nicki Minaj, pubblicato il 3 marzo 2023 come secondo estratto dal quinto album in studio Pink Friday 2.

## Descrizione
Il brano contiene un campionamento di Never Leave You (Uh Oooh, Uh Oooh), singolo della cantante e rapper statunitense Lumidee datato 2003.

## Tracce
1. Red Ruby da Sleeze – 3:34

1. Red Ruby da Sleeze (A-Capella) – 3:34

1. Red Ruby da Sleeze (Speed Up) – 2:59

## Video musicale
Il video musicale è stato reso disponibile il 14 maggio 2023 attraverso il canale youtube della rapper. Il video è stato registrato durante il carnevale 2023 a Trinidad e Tobago.

## Classifiche
| Classifica (2023) | Posizione massima |
| ----------------- | ----------------- |
| Canada            | 46                |
| Irlanda           | 28                |
| Nuova Zelanda     | 5                 |
| Regno Unito       | 28                |
| Stati Uniti       | 13                |
| Sudafrica         | 18                |